# 殺人硬件6.7
是一部1995年的美國科幻動作電影，由布雷特·倫納德執導，主演是丹素·華盛頓和羅素·高爾。霍克·科赫擔任本片的執行製片人。《殺人硬件6.7》的估計預算為3000萬美元，但在美國國內票房只有2400萬美元。本片於1995年8月4日在美國上映。

## 劇情
在捷運站內，巴恩斯與多諾萬下車後穿過人群進入街道。他們收到全息影像的謀殺警告，隨即進入一間日式餐廳。在餐廳內，巴恩斯發現了SID 6.7 的身影，立即開槍，SID反擊並趁亂綁架多諾萬。巴恩斯雖受傷但仍追擊。SID躲在壽司師傅身後，巴恩斯為擊中SID而向師傅開槍。隨後，他們發現多諾萬被放在吧檯後的冰槽中，臉部冒出電流。SID抓住巴恩斯，將手指插入他的傷口後，兩人一同消失。
巴恩斯與多諾萬被帶出模擬環境，多諾萬因神經衝擊而死亡。狄恩詢問模擬中的安全機制，達里爾懷疑SID更改了系統參數。狄恩認為測試失控並考慮終止計劃。巴恩斯為換取減刑參與測試，告知局長比利SID使用了未記錄的電擊武器。比利對他射擊壽司師傅提出質疑，巴恩斯解釋那不是「真人」。比利警告他若不遵守規範，將被送回監獄。
在監獄內，巴恩斯與一名刺有「白人至上」刺青的囚犯發生衝突，對方指責他害死多諾萬並用刀攻擊。巴恩斯將其擊倒後，獄警將囚犯帶走。達里爾確認SID操縱了模擬參數導致多諾萬死亡，並計劃關閉系統，但SID表示自己無法被控制。
卡特醫生奉命對巴恩斯進行心理評估，詢問他在監獄中的打鬥經過。巴恩斯稱是自衛，並解釋模擬中的笑臉是系統線索。兩人談及巴恩斯的過去，卡特表示若能證明他當時是被迫行動，或許能減刑。
克萊德展示了一條可用玻璃碎片自我修復的機械蛇，達里爾將SID的模組注入奈米體系中。SID重生後殺死克萊德，並展示他的自我修復能力，利用玻璃重生斷指後離開。
比利、狄恩和華萊士招募巴恩斯追捕SID，條件是全面特赦。巴恩斯被植入微型定位裝置以供追蹤，卡特陪同調查。他們發現SID結合了200名連環殺手的特徵，其中包括政治恐怖分子馬修·格萊姆斯。
格萊姆斯曾綁架巴恩斯的妻女，將她們扣押於隱秘房間。巴恩斯趕往現場營救，找到妻女卻誤觸雷射絆雷。爆炸導致妻女死亡，巴恩斯受重傷。此後他在復仇行動中擊斃格萊姆斯，但誤殺現場兩名記者，最終被判 17 年至終身監禁。
SID入侵電視台，殺光導播室內人員並槍殺主持人，強行接管節目。觀看人數迅速上升。巴恩斯與卡特趕到現場，發現SID將卡特的九歲女兒作為第一個受害者展示。巴恩斯要求卡特切斷電話線以阻止SID。武裝警察抵達後向巴恩斯開火，他隨即逃離。達里爾進入大樓，被卡特用槍威脅詢問女兒下落，達里爾表示不知情，被卡特擊打。
SID發現電話線被切斷後大怒，開始隨機行動。巴恩斯追擊SID，雙方展開追逐。直升機趕到，比利下令停止攻擊。兩人在屋頂展開肉搏戰，巴恩斯逼問SID女兒的下落，但SID沒有回答。
兩人從屋頂摔下，撞破窗戶。SID被玻璃刺穿但迅速再生。巴恩斯猛擊SID的頭部並取出軟件模組，使SID無法行動。達里爾趕到，提醒巴恩斯摧毀模組可能會無法找回女兒。
SID與巴恩斯再度出現在模擬世界的屋頂上，SID將巴恩斯摔倒在地。卡特趕到，詢問女兒的下落時，SID將她帶走。巴恩斯發現自己仍被困在模擬系統中，受到比利和達里爾的監控。達里爾解釋SID不知自己身處模擬世界，並觀察其何時洩漏女兒下落。巴恩斯行動時，SID察覺異常並向達里爾求救。達里爾殺死比利，企圖困住巴恩斯。
SID控制模擬環境製造障礙，延緩巴恩斯進展。卡特恢復意識並嘗試干預。達里爾發現後準備攻擊卡特，但卡特先一步開槍擊斃達里爾。她隨後關閉模擬設備，釋放巴恩斯。
巴恩斯與卡特回到現實世界，沒有多餘的時間喘息。他們趕往藏匿卡特女兒的艙門，巴恩斯留意到艙門可能設有陷阱。他使用機械臂停住風扇葉片，從頂部小心爬入艙內，在障礙物間找到卡特的女兒。就在此時，SID預設的訊息開始播放，宣稱他已經預見了巴恩斯的所有行動。
巴恩斯設法避開了艙內的陷阱，準備拆除炸彈。然而，當他開始操作時，炸彈的倒計時突然加速。巴恩斯靈機一動，利用機械臂中的線路讓炸彈進入時間循環，成功阻止爆炸。
解救任務完成後，巴恩斯與卡特帶著女兒爬出艙門。巴恩斯登上屋頂，將SID的模組拋向街道，讓車輛輾過模組，徹底消滅SID。

## 演員
- 丹素·華盛頓 飾 Lt. Parker Barnes
- 羅素·高爾 飾 SID 6.7
- 凱利·林奇（英语：Kelly Lynch） 飾 Dr. Madison Carter
- 史蒂芬·史賓尼拉 飾 Dr. Darrel Lindenmeyer
- 威廉·佛塞 飾 William Cochran
- 露易絲·弗萊徹 飾 委員Elizabeth Deane
- 威廉·菲德內爾 飾 William Wallace
- 科斯塔斯·曼迪勒 飾 John Donovan
- 凱文·J·歐康納（英语：Kevin J. O'Connor (actor)） 飾 Clyde Reilly
- 凱莉·庫柯 飾 Karin Carter
- 克里斯多夫·莫瑞（英语：Christopher Murray (actor)） 飾 Matthew Grimes
- 馬里·莫羅（英语：Mari Morrow） 飾 Linda Barnes
- Johnny Kim 飾 Lab Tech
- 希迪·莎斯（英语：Heidi Schanz） 飾 Sheila 3.2
- 崔西·羅德茲（英语：Traci Lords） 飾 Media Zone singer
- Gordon Jennison Noice 飾 Big Red
- Michael Buffer（英语：Michael Buffer） 飾 他自己

## 製作
本片的主體拍攝於1995年1月25日開始，於洛杉矶進行製作。

## 反響
本片得到大部分負面評價。爛番茄上基於30條評論，本片獲得分數為33％，32％的觀眾表示喜歡本片。Metacritic上基於17條評論，得分為百分之39。
本片在錫切斯電影節上被提名為最佳電影，但輸給了《公民X》。

## 外部連結
- 互联网电影数据库（IMDb）上《Virtuosity》的资料（英文）
- Box Office Mojo上《殺人硬件6.7》的資料（英文）